# Raja Chari
Raja Jon Vurputoor "Grinder" Chari (Milwaukee, 24 juni 1977) is een Amerikaans ruimtevaarder. Hij werd in juni 2017 door NASA geselecteerd om te trainen als astronaut en ging in november 2021 voor het eerst de ruimte in. 
Chari maakt deel uit van NASA Astronautengroep 22, ook wel The Turtles genoemd. Deze groep van 12 astronauten begon hun training in 2017 en werden in 2020 astronaut. In december 2020 werd bekendgemaakt dat hij samen met Kayla Barron de ruimte in zal gaan als onderdeel van het Commercial Crew-programma van NASA. Die maand werd ook bekendgemaakt dat hij meedoet met het Artemisprogramma. Een door NASA opgestart internationaal ruimtevaartprogramma om tegen 2024 opnieuw astronauten op de Maan te landen.
Zijn eerste ruimtevlucht SpaceX Crew-3 begon in november 2021. Dit was de derde reguliere bemande ruimtevlucht van SpaceX. Hij verbleef voor ongeveer 6 maanden aan boord van het Internationaal ruimtestation ISS voor ISS-Expeditie 66 en ISS-Expeditie 67.